# Pezzolo (Vilminore di Scalve)
Pezzolo [peˈʦːɔːlo] (Pessöl [pɛˈsøl] in dialetto bergamasco) è una frazione del comune bergamasco di Vilminore di Scalve.

## Storia
Nel consuetudinario equilibrio di governo medievale, la Val di Scalve aveva al contempo autorità generali e particolari, tra cui quella della contrada di Pezzolo, ma non mancava anche la comunità intermedia dell'Oltrepovo, che comprendeva anche Bueggio, Nona e Teveno.
La Repubblica Cisalpina di Napoleone pose fine a questo gioco di incastri dando ad ogni località un municipio, ma subito si virò sul recupero di un'autorità più ampia, facendo nascere il comune di Oltrepovo raggruppando quattro località. Fu il fascismo ad andare oltre, riunendo il tutto a Vilminore nell'ottica di una riunificazione della Val Scalve.
La chiesa di San Rocco è la parrocchiale e risale al XVII secolo.